# La musica del caso (film)
La musica del caso (The Music of Chance) è un film del 1993 diretto da Philip Haas. È tratto dall'omonimo romanzo di Paul Auster.
Fu presentato al Festival di Cannes del 1993, nella sezione Un Certain Regard.

## Trama
Jim Nashe, un ex pompiere in viaggio per gli States con la sua nuova auto, lungo il tragitto da un passaggio a Jack Pozzi, un giocatore di poker. Pozzi gli racconta come sia riuscito a combinare una partita con Stone e Flower, due miliardari e presunti polli da spennare, ma ha un problema: non ha il denaro necessario per fronteggiarli. Nashe, attratto dal guadagno, si lascia convincere ad investire nella partita e cede tutti i suoi risparmi a Jack Pozzi. Recatisi nella villa in Pennsylvania dei due miliardari, il sogno di poter ricavare una fortuna si trasforma però in un incubo per Jim e Jack; il match a poker si rivela un disastro e perdono tutto, compresa la propria auto, andando oltre le loro possibilità economiche. Stone e Flower, due tipi eccentrici, arricchitisi grazie alla lotteria nazionale, gli fanno una singolare proposta: per saldare il debito gli propongono di costruire un muro con le pietre di un vecchio castello irlandese del XV secolo comprato, fatto smantellare e trasferito nella loro tenuta. Jack e Jim non vedono alternative e sono costretti ad accettare la proposta; ma i due non sanno che la snervante e tremenda esperienza a cui vanno incontro li segnerà per sempre.

## Produzione

### Riprese
Il film è stato girato negli Stati Uniti, a New York.

## Colonna sonora
Il tema musicale del film è Jerusalem:
- Musica di Sir Charles Hubert Hastings Parry
- Testo di William Blake
- Eseguita da Mandy Patinkin

## Distribuzione

### Data di uscita
- USA: 20 marzo 1993 (New York New Directors and New Films Festival)
- USA: 4 giugno 1993
- Francia: 20 ottobre 1993
- Portogallo: Febbraio 1994 (Fantasporto Film Festival)
- UK: 18 marzo 1994
- Australia:	24 novembre 1994
- Danimarca:	15 marzo 1996
- Giappone: Agosto 1996 (video première)
- Argentina: 13 marzo 2003 (video première)

## Accoglienza

### Incassi
Il film ha incassato 313.967 dollari negli Stati Uniti.

### Critica
- Il Caso interviene nella vita di Jim Nashe, attraverso l'incontro con il giovane giocatore Jack Pozzi, devastato dopo una partita a poker finita in rapina, della quale non è responsabile. Il caso modifica l'evolversi della storia e condiziona gli eventi.

Si tratta di un film drammatico che restituisce i sottofondi esistenziali del romanzo.
Notevoli gli attori protagonisti
- Rotten Tomatoes assegna al film un punteggio di 7.1/10.[1]

## Curiosità
- Cameo per Paul Auster, autore del romanzo da cui il film è tratto; è l'autista nel finale del film.
- Dopo la festa con Jack e Tiffany, Jim si sdraia sul letto e comincia a leggere un libro, dalla cui copertina si nota come sia un'opera dello stesso Paul Auster.